# تربن
تربن (به لاتین: Třebeň) یک سکونتگاه مسکونی در جمهوری چک است که در Cheb District واقع شده‌است.

## خصوصیات
تربن ۲۱٫۶۹ کیلومترمربع مساحت و ۳۹۵ نفر جمعیت دارد و ۴۳۹ متر بالاتر از سطح دریا واقع شده‌است.

## نگارخانه

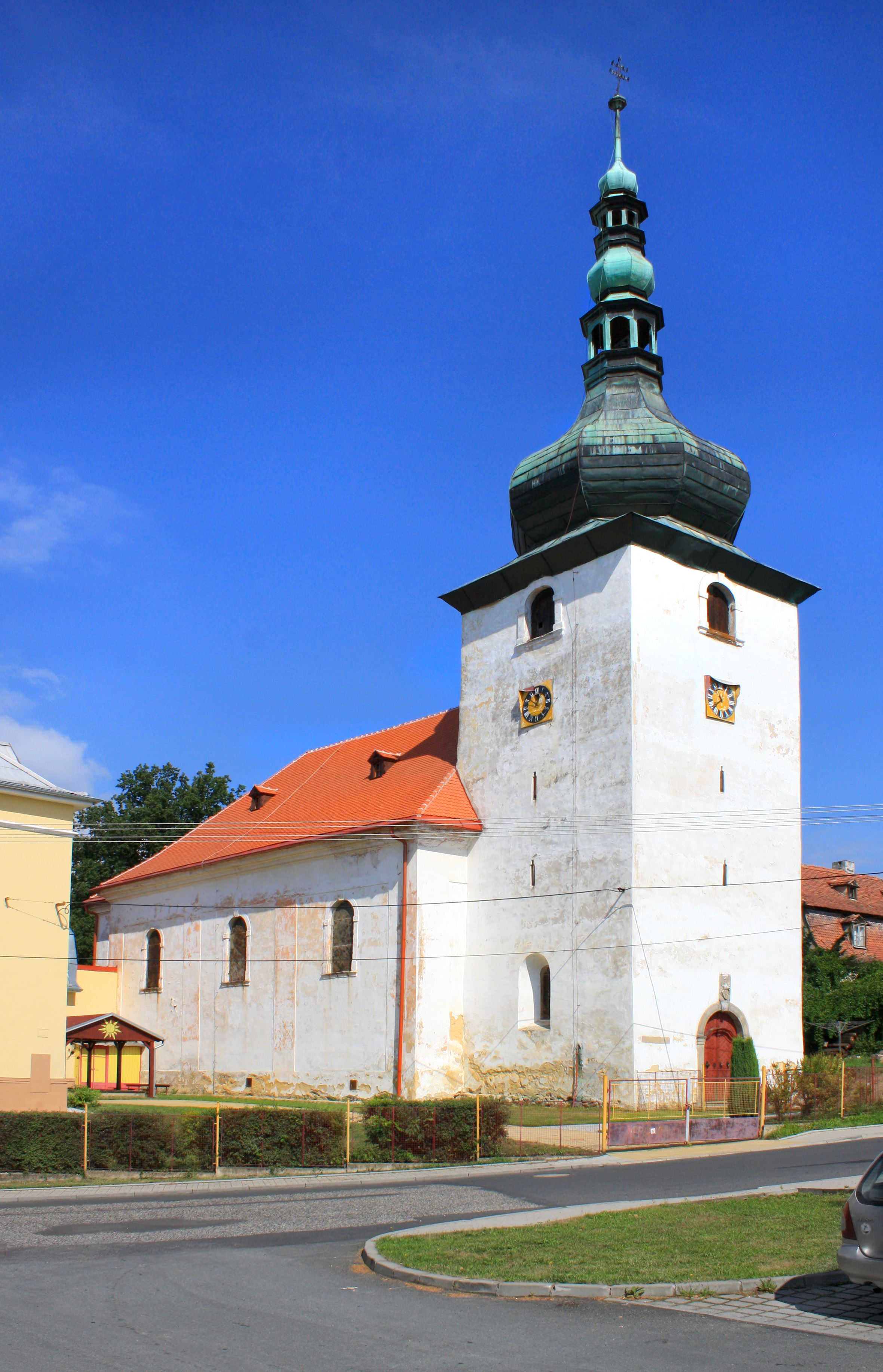
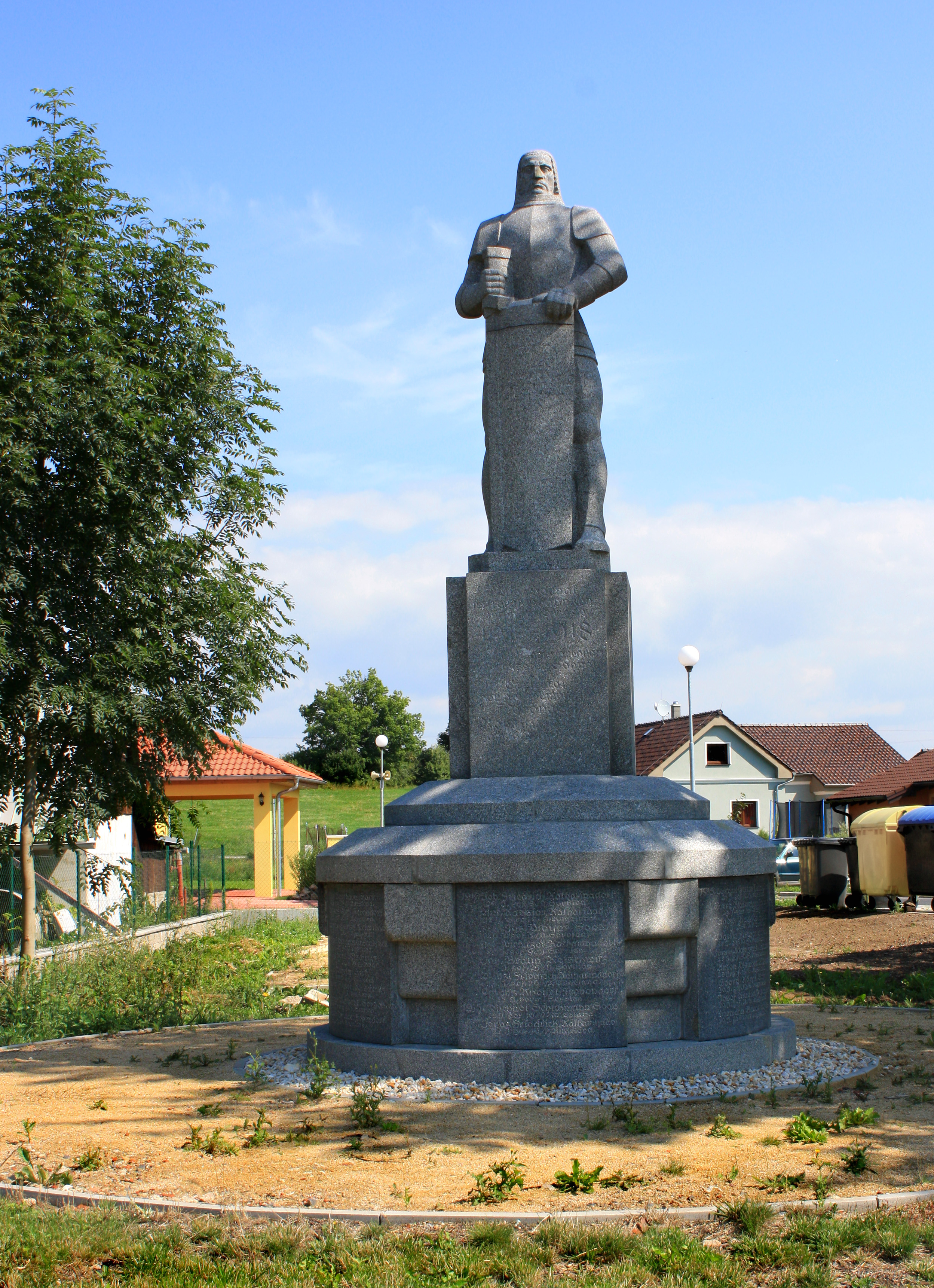
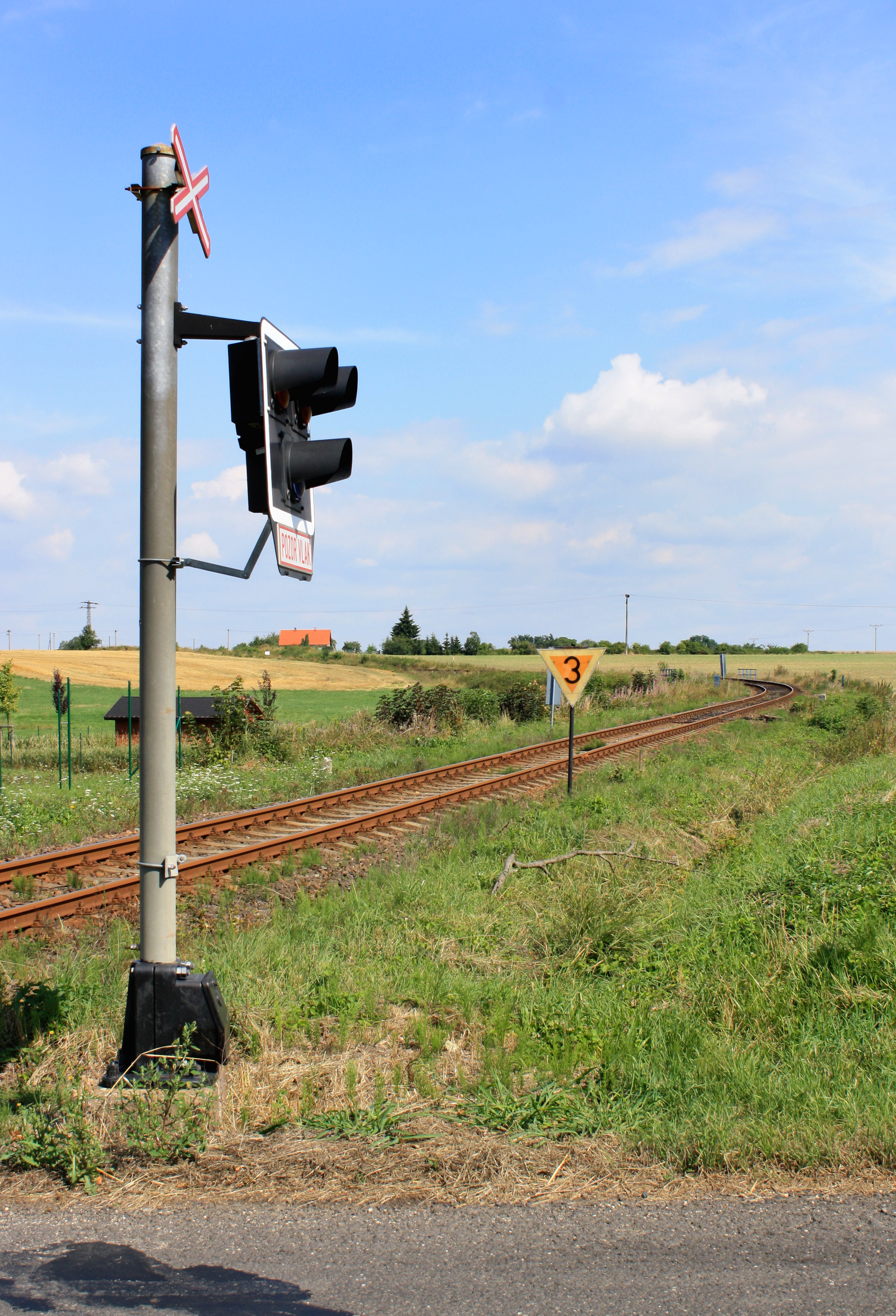